# Manikpur
Manikpur è una suddivisione dell'India, classificata come census town, di 19.125 abitanti, situata nel distretto di Howrah, nello stato federato del Bengala Occidentale. In base al numero di abitanti la città rientra nella classe IV (da 10.000 a 19.999 persone).

## Geografia fisica
La città è situata a 22° 28' 07 N e 88° 01' 35 E.

## Società

### Evoluzione demografica
Al censimento del 2001 la popolazione di Manikpur assommava a 19.125 persone, delle quali 10.501 maschi e 8.624 femmine. I bambini di età inferiore o uguale ai sei anni assommavano a 2.255, dei quali 1.127 maschi e 1.128 femmine. Infine, coloro che erano in grado di saper almeno leggere e scrivere erano 11.621, dei quali 6.998 maschi e 4.623 femmine.